# Halowe rekordy Polski juniorów w lekkoatletyce
Halowe rekordy Polski juniorów w lekkoatletyce – zestawienie najlepszych rezultatów uzyskanych przez reprezentantów Polski do lat 19 w hali i oficjalnie zatwierdzonych przez PZLA.

## Halowe rekordy Polski juniorów
Konkurencja rozgrywana w przeszłości (przed zmianą sprzętu)

### Mężczyźni
| Konkurencja                          | Wynik    | Zawodnik            | Klub                                  | Data             | Miejsce    |
| ------------------------------------ | -------- | ------------------- | ------------------------------------- | ---------------- | ---------- |
| Bieg na 60 m                         | 6,61     | Marek Zakrzewski    | AML Słupsk                            | 10 lutego 2024   | Wrocław    |
| Bieg na 200 m                        | 20,80    | Marek Zakrzewski    | AML Słupsk                            | 21 stycznia 2024 | Luksemburg |
| Bieg na 300 m                        | 33,68    | Marcin Karolewski   | KS Stal LA Ostrów Wielkopolski        | 30 stycznia 2021 | Toruń      |
| Bieg na 400 m                        | 47,26    | Tymoteusz Zimny     | MKS Baszta Szamotuły                  | 12 lutego 2017   | Toruń      |
| Bieg na 600 m                        | 1:17,64  | Bartłomiej Kisiel   | KS SMS Szklarska Poręba               | 25 stycznia 2025 | Spała      |
| Bieg na 800 m                        | 1:46,89  | Kacper Lewalski     | KS AZS UWM Olsztyn                    | 22 lutego 2022   | Toruń      |
| Bieg na 1000 m                       | 2:21,39  | Filip Rak           | AZS KU Politechniki Opolskiej Opole   | 23 stycznia 2022 | Spała      |
| Bieg na 1500 m                       | 3:45,62  | Filip Rak           | AZS KU Politechniki Opolskiej Opole   | 13 lutego 2021   | Toruń      |
| Bieg na milę                         | 4:13,49  | Wiktor Szynaka      | MKL Toruń                             | 9 lutego 2020    | Toruń      |
| Bieg na 2000 m                       | 5:12,04  | Konrad Pogorzelski  | Adam Draczyński Runinng Team Nowa Sól | 29 stycznia 2022 | Toruń      |
| Bieg na 3000 m                       | 8:04,47  | Kamil Herzyk        | SLiS Just Team Bielsko-Biała          | 19 lutego 2023   | Toruń      |
| Bieg na 60 m przez płotki (106,7 cm) | 7,75     | Tomasz Ścigaczewski | MKS Aleksandrów Łódzki                | 27 stycznia 1996 | Spała      |
| Bieg na 60 m przez płotki (99,1 cm)  | 7,60     | Jakub Szymański     | SKLA Sopot                            | 30 stycznia 2021 | Toruń      |
| Skok wzwyż                           | 2,27     | Artur Partyka       | ŁKS Łódź                              | 16 stycznia 1988 | Łódź       |
| Skok o tyczce                        | 5,42     | Michał Gawenda      | KS Warszawianka Warszawa              | 19 lutego 2023   | Toruń      |
| Skok w dal                           | 8,01     | Marcin Starzak      | Wawel Kraków                          | 10 stycznia 2004 | Brzeszcze  |
| Trójskok                             | 15,95    | Jakub Andrzejczak   | MKS Aleksandrów Łódzki                | 12 lutego 2017   | Toruń      |
| Pchnięcie kulą (7,26 kg)             | 20,61    | Konrad Bukowiecki   | PKS Gwardia Szczytno                  | 26 lutego 2016   | Madryt     |
| Pchnięcie kulą (6 kg)                | 22,96    | Konrad Bukowiecki   | PKS Gwardia Szczytno                  | 29 grudnia 2016  | Spała      |
| Siedmiobój U20                       | 5402 pkt | Maciej Maćkowiak    | Śląsk Wrocław                         | 30 stycznia 1994 | Wrocław    |
| Siedmiobój U20                       | 5554 pkt | Hubert Trościanka   | ULKS Uczniak Szprotawa                | 11 lutego 2024   | Wrocław    |
| Chód na 5000 m                       | 20:00,33 | Jacek Müller        | Lechia Gdańsk                         | 16 lutego 1992   | Spała      |

### Kobiety
| Konkurencja               | Wynik    | Zawodniczka            | Klub                            | Data             | Miejsce    |
| ------------------------- | -------- | ---------------------- | ------------------------------- | ---------------- | ---------- |
| Bieg na 60 m              | 7,07     | Ewa Swoboda            | UKS Czwórka Żory                | 12 lutego 2016   | Toruń      |
| Bieg na 200 m             | 23,68    | Wiktoria Gajosz        | TKS Tomasovia Tomaszów Lubelski | 1 lutego 2025    | Rzeszów    |
| Bieg na 200 m             | 23,53    | Magdalena Niemczyk     | UKS Tiki-Taka Kolbuszowa        | 5 lutego 2022    | Rzeszów    |
| Bieg na 200 m             | 23,49    | Magdalena Niemczyk     | UKS Tiki-Taka Kolbuszowa        | 13 lutego 2022   | Rzeszów    |
| Bieg na 300 m             | 37,33    | Kornelia Lesiewicz     | AZS-AWF Gorzów Wielkopolski     | 6 lutego 2021    | Toruń      |
| Bieg na 400 m             | 52,56    | Kornelia Lesiewicz     | AZS-AWF Gorzów Wielkopolski     | 21 lutego 2021   | Toruń      |
| Bieg na 600 m             | 1:29,21  | Patrycja Wyciszkiewicz | SL Olimpia Poznań               | 5 stycznia 2013  | Łódź       |
| Bieg na 800 m             | 2:04,58  | Olivia Cieślak         | LKS Vectra Włocławek            | 15 lutego 2025   | Boston     |
| Bieg na 1000 m            | 2:44,11  | Lidia Chojecka         | WLKS Siedlce                    | 13 stycznia 1996 | Warszawa   |
| Bieg na 1500 m            | 4:16,63  | Sofia Ennaoui          | LKS Lubusz Słubice              | 1 lutego 2014    | Mondeville |
| Bieg na milę              | 4:44,88  | Zofia Dudek            | Polonia Warszawa                | 10 marca 2019    | Nowy Jork  |
| Bieg na 2000 m            | 5:56,91  | Olimpia Breza          | KUKS Remus Kościerzyna          | 23 stycznia 2021 | Toruń      |
| Bieg na 3000 m            | 9:06,27  | Sofia Ennaoui          | LKS Lubusz Słubice              | 6 lutego 2014    | Sztokholm  |
| Bieg na 60 m przez płotki | 8,00     | Klaudia Siciarz        | AZS-AWF Kraków                  | 18 lutego 2017   | Toruń      |
| Skok wzwyż                | 1,94     | Anna Ksok              | AZS-AWF Wrocław                 | 1 marca 2002     | Wiedeń     |
| Skok o tyczce             | 4,26     | Lilly Nichols          | SKLA Sopot                      | 18 stycznia 2025 | Blacksburg |
| Skok w dal                | 6,41     | Anna Matuszewicz       | MKL Toruń                       | 12 lutego 2022   | Rzeszów    |
| Skok w dal                | 6,41     | Anna Matuszewicz       | MKL Toruń                       | 6 marca 2022     | Toruń      |
| Skok w dal                | 6,44     | Anna Matuszewicz       | MKL Toruń                       | 22 lutego 2022   | Toruń      |
| Trójskok                  | 13,28    | Olga Szlachta          | KS Stal LA Ostrów Wielkopolski  | 2 lutego 2025    | Wrocław    |
| Pchnięcie kulą            | 16,86    | Zuzanna Maślana        | MLKL Płock                      | 18 lutego 2023   | Toruń      |
| Pięciobój                 | 4385 pkt | Adrianna Sułek         | CWZS Zawisza Bydgoszcz SL       | 17 lutego 2018   | Toruń      |
| Chód na 3000 m            | 12:55,68 | Katarzyna Zdziebło     | LKS Stal Mielec                 | 22 lutego 2015   | Toruń      |

### Mieszane
| Konkurencja             | Rezultat | Zawodnicy                                                            | Klub               | Data           | Miejsce |
| ----------------------- | -------- | -------------------------------------------------------------------- | ------------------ | -------------- | ------- |
| Sztafeta 4 × 400 metrów | 3:33,73  | Karol Banaszek Julia Sadkiewicz Maksymilian Zapała Jasmine Kanakanti | WKS Wawel Kraków   | 16 lutego 2025 | Wrocław |
| Sztafeta 4 × 400 metrów | 3:33,17  | Sebastian Michalak Aleksandra Lis Julia Twardowska Kacper Lewalski   | KS AZS UWM Olsztyn | 13 lutego 2022 | Rzeszów |